# James Wesolowski
James Peter Wesolowski (ur. 25 sierpnia 1987 w Sydney) – australijski piłkarz pochodzenia polskiego, występujący na pozycji pomocnika.
W swojej karierze rozegrał 46 spotkań w Championship. Wystąpił też w 37 meczach i strzelił cztery gole w Scottish Premiership.